# شعب القرض (السدة)

تعديل مصدري - تعديل

شعب القرض محلة تابعة لقرية ذي محانظ، التابعة لعزلة التويتي بمديرية السدة إحدى مديريات محافظة إب في الجمهورية اليمنية.، بلغ تعداد سكانها 24 حسب تعداد اليمن لعام 2004.